# Antonov An-12
Dimensions
L'Antonov An-12 (désignation OTAN Cub) est un avion de transport militaire de moyen tonnage, souvent considéré comme l'équivalent soviétique de l'Hercules américain même s'il n'a pas été produit en aussi grand nombre.

## Origine
Aeroflot jugeant le futur An-8 insuffisant pour ses besoins, les plus hautes instances soviétiques ordonnèrent le 30 novembre 1955 à l’OKB 473 dirigé par O.K. Antonov de développer un nouvel appareil de transport, quadriturbopropulseur. Le choix de la motorisation était laissé à l’appréciation de l’OKB entre les turbopropulseurs Kuznetsov NK-4 et Ivchenko AI-20, mais deux versions devaient être réalisées en parallèle, un appareil cargo à vocation militaire désigné « T » et un appareil commercial désigné « U ». Dès le départ le NK-4 fut préféré par les ingénieurs du bureau d’études, et les deux avions étant développés en parallèle, l'An-10 civil et l'An-12 militaire vont partager de nombreux systèmes et équipements : Voilure, empennages, motorisation, section avant du fuselage et train d’atterrissage étaient identiques. Avec une section centrale du fuselage commune, les prototypes An-10 (pressurisé) et An-12 (non pressurisé) avaient 86 % de pièces communes. En cours de production cependant les deux appareils vont sensiblement diverger. Les principales différences entre les deux appareils portent principalement sur le dessin du fuselage arrière, très relevé sur l’An-12 pour intégrer une rampe de chargement, des équipements spécifiques à une utilisation militaire et cargo, l’absence de pressurisation sur le cargo (Certains appareils recevront un compartiment pressurisé pour 14 passagers à l’avant de la soute). On note aussi sur l’An-12 la présence d’une tourelle arrière recevant deux canons NR-23 de 23 × 115 mm.
Le 22 juillet 1956 une commission officielle inspecta la maquette d’aménagement du projet « T », dont le prototype (c/n 7900101) effectua son premier vol le 16 décembre 1957 aux mains des pilotes d’essais Ya.I. Vernikov et G.I. Lysenko. Ce prototype fut remis six mois plus tard au NII VVS, mais il fut victime d’un accident le 26 juin 1958 à l'atterrissage sur l’aérodrome central de Moscou (Khodinka). Situé près du centre-ville, ce terrain entouré d’obstacles nécessitait une certaine pratique. Or G.I.Lysenko, après une approche à vitesse de descente minimale, réduisit les gaz des moteurs internes juste après avoir passé la clôture du terrain à 25 m d’altitude. Manquant de puissance, le prototype s’enfonça et heurta le sol à 65 m du seuil de piste. L’appareil était réparable mais pour ne pas retarder les essais officiels on le remplaça par un appareil de série rapidement achevé. Effectués entre juillet 1958 et juin 1959, ces essais officiels devaient conduire à la mise en service de l’An-12 fin 1959. Dès 1960 cependant on remplaça les moteurs NK-4 par des AI-20M, seuls les deux premiers appareils de série et le prototype ayant reçu des NK-4.
Oleg Konstantinovitch Antonov reconnaitra lui-même certains défauts à cet appareil, en particulier la rampe arrière, qui fut abandonnée sur la plupart des appareils, le chargement s’effectuant portes relevées depuis le plateau de véhicules. Mais avec une soute cargo de 122,9 m3 (13,5 × 2,6 × 3,5 m) l'An-12 avait une valeur certaine qui justifia la production de 1 243 exemplaires.
L’An-12 a aussi connu un franc succès à l’exportation : commandé à 183 exemplaires par 9 forces aériennes et conservé par certains pays issus de l’URSS, il fut aussi apprécié sous sa forme civile. On comptait une centaine d'opérateurs civils en août 2006 pour environ 179 appareils.

## Production
Les premiers appareils de série sortirent dès 1957 de la GAZ-90 d’Irkoutsk, où 155 machines furent construites jusqu’en 1962. Dès 1961 la GAZ-40 de Voronej avait pris le relais (258 exemplaires construits jusqu’en 1965), mais l’essentiel de la production devait sortir de la GAZ-34 de Tachkent (830 An-12), où le gros quadrimoteur fut construit de 1961 à 1972. À ces 1 243 appareils, qui se déclinent en une multitude de versions bien difficiles à reconnaître extérieurement, il faut ajouter un minimum de 179 d'appareils construits sous licence en Chine sous l'appellation Shaanxi Y-8 ou Yunshuji Y-8 entre 1974 et 2010.

## Versions

### Antonov An-12
- An-12A : Première version de série pour les V-TA, pouvant emporter 100 parachutistes. Environ 600 livrés. Le remplacement de cet appareil par l’Iliouchine Il-76 débuta en 1974.
  - An-12AP : Modification du précédent en 1963 et ajoutant des réservoirs souples sur le plancher de la soute cargo.

- An-12B : Cargo civil introduit sur le réseau Aeroflot 18 mois après la mise en service par les V-TA et dont quelque 200 exemplaires furent livrés. Présenté au Salon du Bourget en 1965 et introduit sur le réseau international en 1966, l’An-12B reste, plus de 40 ans après sa mise en service, le second cargo en service dans l’ex-URSS par le nombre, juste derrière le quadriréacteur Il-76. Sa construction robuste, une charge utile variant de 15  à   18 tonnes selon les conditions climatiques et ses couts opérationnels en font un appareil apprécié dans les régions reculées et/ou sans infrastructures, y compris hors de l'ex URSS. Outre l’avionique, l’An-12B se distingue par le carénage du poste de mitrailleur arrière, inutile sur un avion civil.
  - An-12BP : Équivalent civil de l'An-12AP, mais avionique améliorée pour répondre aux normes occidentales et utilisation hors d’URSS.

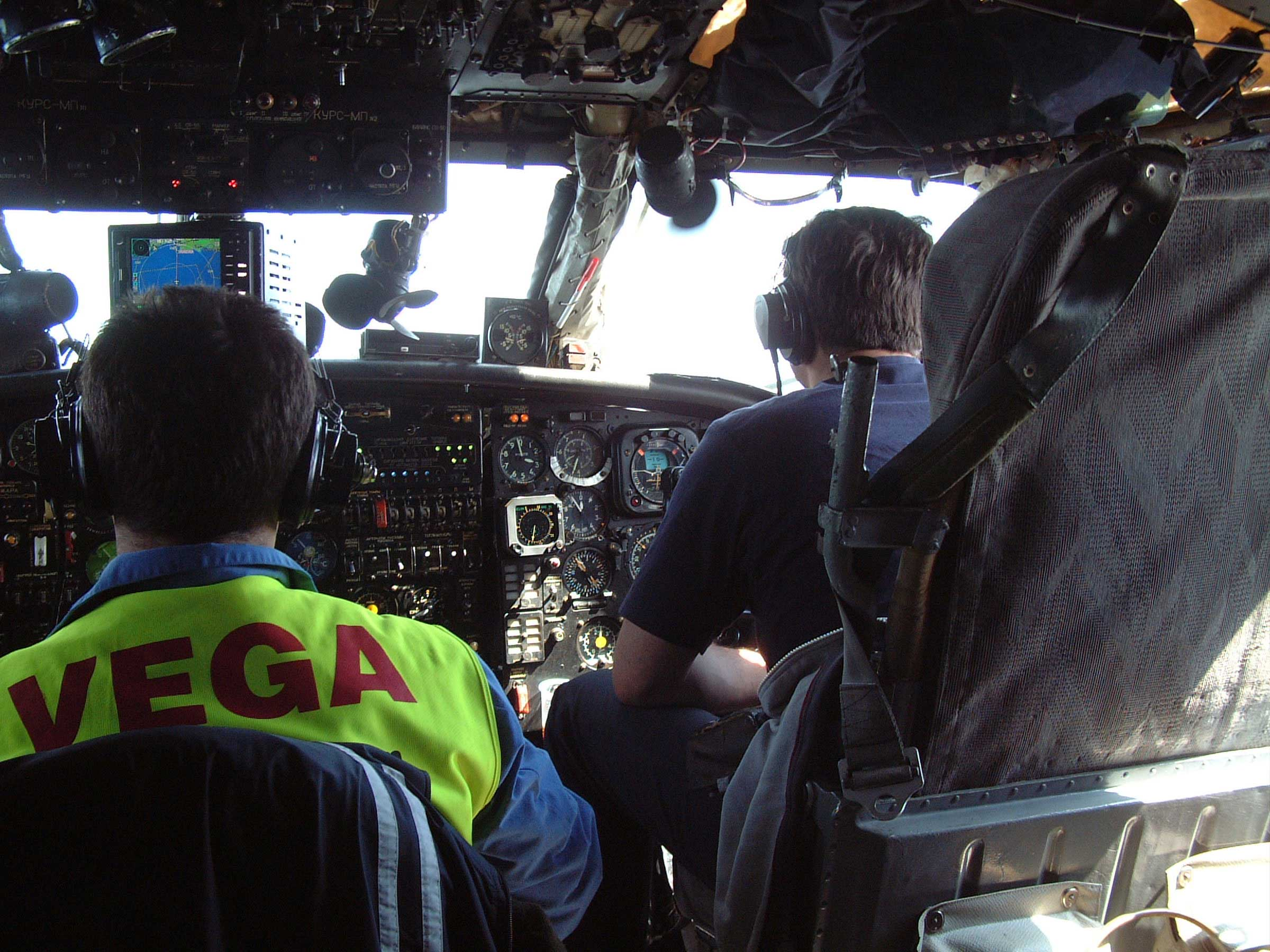
Poste de pilotage d'un An-12.

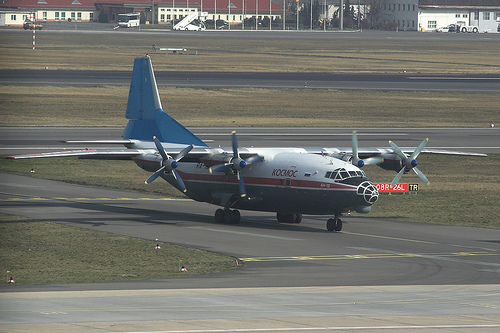
Un Antonov An-12 de Kosmos Airlines.

- An-12PL : Deux appareils équipés à titre expérimental de skis en 1961 pour opérations arctiques, dont le [CCCP-04366]

- An-12D : Version apparue en 1965 avec moteurs AI-20K et rampe arrière supprimée.

- An-12BK : Apparue en 1966, cette version transport d’assaut dispose d’un train renforcé pour utilisation sur surfaces non préparées.

- An-12BK-I : Appareil de contre-mesures électroniques avec plate-forme électronique Fasol.

- An-12BKV : 155 appareils dont la charge utile a été portée à 20 tonnes en 1974, avec possibilité d’utilisation comme bombardier.

- An-12BP : Station météorologique volante.

- An-12LL : Appareil expérimental (1961)

- An-12P : Augmentation des réservoirs (conversion ?) en 1963.

- An-12PS : Conversion SAR réalisée en 1965, équipée de bateaux de sauvetage Yersh ou Gagara.

- An-12BK-IS : 145 appareils modifiés en 1970 pour les contre-mesures électroniques avec plate-forme électronique Fasol ou Siren.

- An-12TEE : (Projet en 1969 de conversion en avion mouilleur de mines.

- An-12PP : 27 An-12B modifiés pour les contre-mesures électroniques en 1970.
  - An-12PPS : Refonte des précédents, 19 appareils convertis entre 1971 et 1974.

- An-12DK : Projet de remotorisation avec AI-30, charge utile 30 tonnes.

- An-12U : Projet non réalisé avec contrôle de la couche limite.

- An-12SN : Projet d’appareil modifié pour transporter un char T-54.

### Shaanxi Y-8
En 1969, l’entreprise chinoise Xian entreprit un travail de rajeunissement du An-12 avant sa production sous licence. Après achèvement d’un premier prototype qui prit l’air le 25 décembre 1974, ce programme fut transféré au complexe Shaanxi qui développa plusieurs versions.
- Y-8 : Version de licence de l'An-12BP produit à partir de 1974.
- Y-8B : Adaptation du précédent au transport d’hélicoptère.
- Y-8B : Version civile, cargo et passager.
- Y-8C : Version pressurisée développée en collaboration avec Lockheed.
- Y-8D : Version export du Y-8C, avionique européenne.
- Y-8E : Porteur de drones, deux engins sans pilote étant emportés sous la voilure.
- Y-8F : Version spécialisée dans le transport de bétail (350 chèvres ou moutons)
  - Y-8F-200 : Charge utile portée à 20 tonnes.
- Y-8MP : Patrouilleur maritime à long rayon d’action, premier appareil de ce type employé par l’Armée Populaire de Libération chinoise.
- Y-8X : Patrouilleur naval. Doté d’un rayon d’action de 5 600 km et d’un radar de recherche Litton APSO-504(V)3, cet appareil, en principe non armé, a été construit à une douzaine d’exemplaires, officiellement comme avions de recherche et de sauvetage (SAR). Avec des turbomoteurs de 6500 ch, cet appareil peut transporter une charge de 30 tonnes sur une distance réduite.
- Y-9: anciennement Y-8U, version agrandie du Y-8C[1]

## Utilisateurs

### Militaires
Plus de 900 « Cub A » ont été utilisés par de nombreuses forces aériennes du bloc soviétique et leurs alliés. Les « Cub B, C, et D » sont des variantes de reconnaissance et de guerre électronique uniquement utilisées par l'Union Soviétique. Certains ont été transformés en poste de commandement volant notamment pendant la guerre en Afghanistan.
- Afghanistan : En 2002 la Russie a annoncé la livraison gratuite de 10 appareils de transport à Kaboul, dont des An-12, appareil ayant déjà été utilisé dans le passé par l’Afghanistan. Il semble qu'au total 12 An-12 aient été livrés à ce pays entre 1981 et 2001, plus aucun n’étant en service en 2004.
- Algérie : 8 An-12BP livrés en 1965, dont 5 étaient toujours en service au sein de la 32e escadrille de transport à Boufarik en 1999.
- Angola : Le 16 mai 2003 un An-12BP [T-307] s’est écrasé peu avant l’atterrissage à Menonque avec un chargement de carburant venant de Luanda (4 morts).
- Azerbaïdjan :
- Bangladesh :
- Biélorussie : En 1999 le 50TAB de Minsk disposait de 4 An-12, dont un An-12BK-IS [10 jaune] qui se distinguait par un radome météo et deux perches à l’avant du fuselage.
- Birmanie : À partir de mai 1991 l’unité de transport de Mingaladon a reçu de Chine 4 Y-8D, le dernier étant livré en 1994.
- Bulgarie : Utilisation supposée mais non confirmée par l’armée.
- Chine : Environ 25 Y-8J équipaient en 2001 le 1er Régiment Indépendant de Laiyang.
- Cuba :
- Égypte : Au moment du conflit israélo-arabe de 1967 (guerre des six jours) l’Égypte disposait d’une vingtaine d’An-12, 6 à 8 exemplaires étant livrés via la Jordanie. Les derniers ont été réformés en 1997.
- Éthiopie : Sur 16 An-12 utilisés par l’aviation militaire, un grand nombre étaient immobilisés en très mauvais état (souvent avec des pièces manquantes) en 1996 à Dire Dawa (1er escadrille) mais en mars 2001 on a pu observer avec surprise sur l’aéroport international d’Addis-Abeba-Bole deux An-12BP en parfait état de vol, immatriculés [1511] et [1513].
- Ghana :
- Guinée : Un An-12BK était utilisé en 1996 à partir de Conakry par l’armée de l’air avec l’assistance de techniciens russes ou nord-coréens et une immatriculation civile [3X-GBD]
- Inde : 65 An-12BP Cub A ont été utilisés par l’Air Force à partir de 1961. En 1986 les 25 et 44 Sqdn se partageaient encore une trentaine d’appareils, les derniers étant réformés en 1993, remplacés par des Iliouchine Il-76.
- Indonésie : 6 An-12 (dont le T-1205) furent livrés à ce pays en 1969, remplacés en 1975 par des C-130B.
- Irak : 6 exemplaires en service en 1986, réformés en 1990. Ces appareils ont été vus régulièrement sur les aéroports européens, ostensiblement peints aux couleurs d'Iraqi Airways [YI-AEL/P/R/S/S(2), AFJ et AGD], venant chercher du matériel militaire.
- Kazakhstan : 3 avions, à partir de 2018, dans la ville d'Almaty.
- Ouzbékistan : Un régiment d’An-12TP stationnait à Fergana en 2005.
- Union soviétique puis  Russie : Près de 600 An-12BP furent livrés à la V-TA à partir de 1959, ainsi que des An-12BK, An-12PP et An-12PPS. Le remplacement de ces appareils par des Il-76 débuta en 1974, mais quelque 350 An-12 étaient encore en service dans la V-TA en 1986.

De son côté la Marine russe disposait encore en 1999 d’un certain nombre d’An-12, dont des An-12PS affectés aux missions SAR, et répartis entre les bases suivantes : Ostafyevo (Moscou, État-major), Pechenga (Severomorsk, flotte du Nord), Katcha (mer Noire), Khabrovo (Kaliningrad, flotte orientale) et Artem (Vladivostok, flotte du Pacifique).
- Slovaquie : Ce pays a récupéré un An-12BP de l’ex-Tchécoslovaquie le 1er janvier 1993. Versé au 32/1 Letka de Piešťany.
- Soudan : Il a reçu 6 An-12, certains ayant depuis été remplacés par des Y-8D chinois.
- Sri Lanka : 2 Y-8D chinois ont été livrés au No 2 Heavy Transport Sqdn, 1st Transport Wing de Rathmalana. (1 détruit par les Tamouls le 18/11/95)
- Syrie : Elle a utilisé des Y-8
- Tanzanie : 1 utilisé par le Tanzanian People's Defense Force Air Wing à partir de 1972.
- République tchèque : Le 1er Régiment de Transport Aérien (1.DLP) tchécoslovaque disposait de 2 An-12BP stationnés à Ostrava-Mosnov en 1990.
- Turkménistan : Le 31 VSHAS (régiment d’entrainement au combat) de Chardzhou disposait de 3 An-12 en 1999.
- Ukraine : Début 2002 l’Ukraine disposait encore de 4 régiments d’An-12 : 1 OTAP (15 AvBP SN) à Boryspil, 456 GvOSAP(15 AvBP SN) à Vinnitsa, 2 OSAP (5 AK) à Odessa et 243 OSAP (14 AK) à L'viv. Le rééquipement du Régiment de transport Indépendant 243 sur An-70 était prévu pour 2004/5 mais ce dernier avion n'a pas été produit en série.
- Yémen :
- Yougoslavie : 12 An-12 répertoriés en 1986.

### Civils
- Angola : Alada (en) exploitait encore 5 An-12 en 2006.
- Arménie : Air Armenia en exploite 3.
- Bulgarie : Utilisation confirmée par Balkan et Bulair. À sa création en 1990, Scorpion Air (en) disposait de 4 An-12, toujours en service en 2006, date à laquelle Héli Air Service exploitait encore 4 appareils et Vega Airlines (en) 6. Ces trois derniers opérateurs souvent employés par l'UNHCR ayant été placés sur la Liste noire des compagnies aériennes en 2006, les Antonov ont tous été revendus.
- Chine : La CAAC exploite bien entendu des Y-8
- Cuba : Cubana.
- Égypte : Egyptair.
- Émirats arabes unis : En 2006 British Gulf International Airlines (en) exploitait 7 appareils au départ de Charjah et Dubaï.
- Ghana : Ghana Airways a pris livraison d'un appareil [9G-AZZ] en octobre 1961, appareil retiré d'exploitation en 1962 et renvoyé en URSS en 1963..
- Guinée : Air Guinée Exploitait 4 appareils en 2006.
- Irak : Iraqi Airways
- Ukraine : Volare Airlines a exploité 6 appareils en 2006.
- Moldavie : Tiramavia a exploité 8 An-12, dont un [ER-ADL] s'est écrasé à l'atterrissage à Monrovia le 15 février 2002. 4 appareils étaient encore en service en 2006.
- Pologne : LOT.
- Russie : En 2006 Avial NV (en) exploitait 4 appareils depuis Moscou et ATRAN Cargo Airlines 4. NAPO-Aviatrans a exploité 7 An-12, dont 3 seulement [RA-12193/4/5] restaient en service début 2007.
- Serbie : United International Airlines (en).
- Sri Lanka : SriLankan Cargo (en).
- Ukraine : Antonov Airlines exploite ou loue un certain nombre d'An-12. Aerovis Airlines (en) a été créé en 2003 à Kiev avec 4 An-12. Depuis 1999 les trois An-12 [UR-PAS/PLV/YMR] de Veteran Airlines effectuent des missions sanitaires pour l'UNHCR au Kosovo, en Albanie et en Macédoine.
- Union soviétique : Aeroflot.

## Accidents et incidents mortels
| Date               | Lieu                                       | Type                   | Numéro de série Immatriculation | Opérateur                             | Commentaires | Nombre de victimes                                                    |
| ------------------ | ------------------------------------------ | ---------------------- | ------------------------------- | ------------------------------------- | --- | --------------------------------------------------------------------- |
| 31 janvier 1959    | Vitebsk                                    | An-12                  | 8900202                         | Armée de l'air soviétique             | Erreur du pilote lors de l'atterrissage. | 6 morts et 1 survivant                                                |
| 28 novembre 1959   | Irkoutsk                                   | An-12                  | 8900606                         | Armée de l'air soviétique             | Perte de contrôle. | 10 morts                                                              |
| 23 décembre 1962   | Norilsk                                    | An-12                  | 0901406                         | Armée de l'air soviétique             | Percute une montagne. | 7 morts et 1 survivant                                                |
| 16 juillet 1963    | Aéroport international Indira-Gandhi       | An-12A                 | 2401306 (BL734)                 | Force aérienne indienne               | S'écrase à l'atterrissage. | 2 morts                                                               |
| 7 décembre 1963    | Kirensk                                    | An-12B                 | 401803 (CCCP-11347)             | Aeroflot                              | Panne de moteurs puis perte de contrôle de l'appareil. | 6 morts                                                               |
| 16 octobre 1964    | Palembang                                  | An-12BP                | ? (T-1202)                      | Armée de l'air indonésienne           | ? | 3 morts et 13 survivants                                              |
| 7 juillet 1965     | Le Caire                                   | An-12                  | ?                               | Armée de l'air soviétique             | Percute un obstacle lors de son décollage. | 30 morts et 1 survivant                                               |
| 11 septembre 1965  | à 32 km de l'aéroport international Baïkal | An-12                  | 2400503 (CCCP-11337)            | Aeroflot                              | L'équipage n'a pas entré le QNH, ce qui provoqua l'affichage de mauvaise données d'altitude. | 8 morts                                                               |
| 14 janvier 1967    | Novossibirsk                               | An-12B                 | 8900605 (CCCP-04343)            | Aeroflot                              | Feu à bord, tentative d'atterrissage d'urgence. | 6 morts                                                               |
| 9 février 1967     | Mexico                                     | An-12A                 | 401504 (CU-T827)                | Cubana                                | Mauvaises données entrées pour l'IFR ce qui cause une descente de l'avion dans les montagnes. | 10 morts                                                              |
| 6 mars 1967        | Salekhard                                  | An-12B                 | 6343909 (CCCP-11007)            | Aeroflot                              | La carlingue touche la piste lors du décollage. | 5 morts et 1 survivant                                                |
| 7 février 1968     | Glacier de Dhaka                           | An-12BP                | 024003 (BL534)                  | Force aérienne indienne               | Mauvais temps. | 102 morts                                                             |
| 2 novembre 1968    | vers Lensk                                 | An-12B                 | 401805 (CCCP-11349)             | Aeroflot                              | Mauvais temps par vol de nuit. | 6 morts                                                               |
| 3 juin 1969        | Pskov                                      | 2 An-12                | ? ?                             | Armée de l'air soviétique             | Collision en plein vol par mauvais temps de nuit. | 14 morts                                                              |
| 23 juin 1969       | Poroslitsy                                 | An-12BP                | 402503                          | Armée de l'air soviétique             | Collision par temps d'orage avec un Iliouchine Il-14. | 130 morts au total                                                    |
| 12 août 1969       | Novossibirsk                               | An-12B                 | 6344201 (CCCP-11018)            | Aeroflot                              | Perte de puissance des moteurs lors de l'approche. L'appareil s'écrase dans une forêt. | 4 morts et 2 survivants                                               |
| 8 septembre 1969   | Aéroport Talagi                            | An-12B                 | 402407 (CCCP-11377)             | Aeroflot                              | Est percuté par un Tupolev Tu-128 sur la taxiway | 7 morts et 3 survivants                                               |
| 1er octobre 1969   | Pskov                                      | An-12                  | ?                               | Armée de l'air soviétique             | Par mauvais temps lors d'un vol de nuit en formation, l'appareil percute la mitrailleuse de queue d'un autre appareil qui vient s'encastrer dans le cockpit et tuer le pilote. Le copilote panique, provoquant la chute de l'appareil. | 6 morts et 1 survivant                                                |
| 13 novembre 1969   | Arkhangelsk                                | An-12TB                | 402406 (CCCP-11376)             | Aeroflot                              | S'écrase lors de l'approche à cause du gel. | 9 morts                                                               |
| 6 décembre 1969    | Khatanga                                   | An-12PL                | 402807 (CCCP-11381)             | Aeroflot                              | S'écrase lors de l'approche à cause du gel. | 8 morts                                                               |
| 1er octobre 1970   | Cap Kamenny                                | An-12B                 | 7345003 (CCCP-11031)            | Aeroflot                              | Perte de 3 moteurs sur les 4. | 8 morts                                                               |
| 22 janvier 1971    | Sourgout                                   | An-12B                 | 5343610 (CCCP-11000)            | Aeroflot                              | Perte de contrôle à cause du gel. | 13 morts                                                              |
| 31 janvier 1971    | Sourgout                                   | An-12B                 | 00347403 (CCCP-12996)           | Aeroflot                              | Présence de glace sur les volets d'atterrissage. | 7 morts                                                               |
| 16 août 1971       | Ahmadnagar                                 | An-12A                 | 401603 (BL918)                  | Force aérienne indienne               | Percute la montagne pendant un entraînement au bombardement. | 11 morts                                                              |
| 26 mai 1972        | Panevėžys                                  | An-12AP                | 2401003                         | Armée de l'air soviétique             | Perte de repères visuels lors d'un vol de nuit par mauvais temps. | 5 morts et 1 survivant                                                |
| 23 octobre 1972    | Toula                                      | 2 An-12BP              | ?                               | Armée de l'air soviétique             | Le contrôle ne connaissait pas la position précise des appareils (panne du radar), ils se percutent. | 27 morts                                                              |
| 2 octobre 1973     | Magadan                                    | An-12TB                | 9346502 (CCCP-12967)            | Aeroflot                              | S'écrase au sol pendant une rotation. | 10 morts                                                              |
| 1er mai 1974       | Station Polaire SP-22 (Arctique)           | An-12B                 | 8345501 (CCCP-12950)            | Aeroflot                              | Percute des rochers de glace pendant un atterrissage d'urgence. | 1 mort et 15 survivants                                               |
| 18 octobre 1974    | Ienisseïsk                                 | An-12B                 | 7345002 (CCCP-11030)            | Aeroflot                              | Descente trop tôt à cause du mauvais temps. Percute des arbres. | 1 mort et 11 survivants                                               |
| 21 janvier 1977    | Krestsy                                    | An-12BK-PPS            | ?                               | Armée de l'air soviétique             | Est percuté par un Soukhoï Su-11 lors d'un exercice d'interception en vol. | 8 + 1 morts                                                           |
| 13 mai 1977        | Aramoun                                    | An-12BP                | 6344307                         | LOT Polish Airlines                   | Percute de nombreux obstacles lors de sa descente. | 9 morts                                                               |
| 19 novembre 1978   | Leh                                        | An-12                  | ?                               | Force aérienne indienne               | Percute une cabane lors de sa descente et prend feu. | 77 + 1 morts                                                          |
| 24 août 1979       | Ienisseïsk                                 | An-12TB                | 9346407 (CCCP-12963)            | Aeroflot                              | Perte des quatre moteurs. | 11 morts et 5 survivants                                              |
| 7 janvier 1980     | Aéroport international de Kaboul           | An-12BP                | ?                               | Armée de l'air soviétique             | Percute un lance-roquettes multiple lors de son atterrissage. | 1 mort                                                                |
| 28 octobre 1980    | Kaboul                                     | An-12B                 | 01347710 (CCCP-11104)           | Aeroflot                              | Descend en dessous de l'altitude minimale de sécurité par mauvais temps et s'écrase dans les montagnes. | 6 morts                                                               |
| 24 août 1982       | Tchita                                     | An-12BP                | ?                               | Armée de l'air soviétique             | Perte des 4 moteurs | 1 mort et 6 survivants                                                |
| 15 février 1983    | Jalalabad                                  | An-12                  | ?                               | Armée de l'air soviétique             | Abattu par un missile sol-air. | 5 morts                                                               |
| 2 juillet 1983     | Jalalabad                                  | An-12                  | ?                               | Armée de l'air soviétique             | Abattu. | 5 morts                                                               |
| 15 janvier 1984    | Tesseney                                   | An-12                  | 4342002 (1506)                  | Force aérienne éthiopienne            | Abattu par un missile 9K32 Strela-2. | 26 morts                                                              |
| 18 janvier 1984    | Mazâr-e Charîf                             | An-12                  | ? (CCCP-11429)                  | Armée de l'air soviétique             | Abattu par un missile. | 8 morts                                                               |
| 16 février 1984    | Debre Zeit                                 | An-12                  | ? (1509)                        | Force aérienne éthiopienne            | Détournement. Le pirate de l'air fait exploser sa grenade. | 26 morts et 12 survivants                                             |
| 5 août 1984        | Nawabshah                                  | An-12B                 | 3341107 (CCCP-10232)            | Marine soviétique                     | Vitesse et charge trop élevées lors de la descente d'urgence, l'avion se désintègre. | 24 morts                                                              |
| 24 septembre 1984  | Zarandj                                    | An-12                  | ?                               | Armée de l'air soviétique             | Touché par un obus antiaérien. | 1 mort                                                                |
| 15 octobre 1984    | Khost                                      | An-12BP                | ? (CCCP-11405)                  | Armée de l'air soviétique             | Prit sous le feu de mortiers alors qu'il était sur la taxi way. | 1 mort et 7 survivants                                                |
| 11 juillet 1985    | Kandahar                                   | An-12                  | ?                               | Armée de l'air soviétique             | Abattu par un missile. | 14 morts                                                              |
| 25 septembre 1985  | Kharkiv                                    | An-12                  | 1901708 (CCCP-69321)            | Ministère de l'industrie aéronautique | Incendie moteur. | 9 morts                                                               |
| 25 novembre 1985   | Luassingua                                 | An-12BP                | 5343609 (CCCP-11747)            | Armée de l'air soviétique             | Abattu par un 9K31 Strela-1 de la South African Special Forces Brigade. | 21 morts                                                              |
| 25 mars 1986       | Omsk                                       | An-12AP                | 1400103 (CCCP-11795)            | Ministère des Transports              | Descend trop bas lors de son approche en raison du mauvais temps et percute des obstacles. | 9 morts                                                               |
| 29 novembre 1986   | Kaboul                                     | An-12                  | ?                               | Armée de l'air soviétique             | Abattu par un missile FIM-92 Stinger. | 29 morts                                                              |
| 27 décembre 1986   | Afghanistan                                | An-12                  | ?                               | Armée de l'air soviétique             | Touché au moteur 1 par un FIM-92 Stinger, un membre d'équipage décide de sauter mais il est trop bas pour ouvrir son parachute. | 1 mort                                                                |
| 13 janvier 1987    | Asmara                                     | An-12                  | ?                               | Force aérienne éthiopienne            | S'écrase après une tentative d'atterrissage juste après le décollage. | 54 morts                                                              |
| 19 octobre 1987    | Komsomolsk-sur-l'Amour                     | An-12BK                | 9346702 (CCCP-12162)            | Ministère de l'industrie aéronautique | Atterrissage sur une piste enneigée. | 9 morts                                                               |
| 21 octobre 1987    | Aéroport international de Kaboul           | An-12BK                | ?                               | Armée de l'air soviétique             | Percute un Mil Mi-24 sur la piste d'atterrissage. | 18 morts et 1 survivant                                               |
| 8 mars 1988        | Ariza                                      | An-12                  | ?                               | Force aérienne indienne               | Incendie des moteurs. | 9 + 5 morts                                                           |
| 1er septembre 1988 | Plateau de la Volga                        | An-12BK-PPS            | ?                               | Armée de l'air soviétique             | Décrochage. | 8 morts                                                               |
| 4 octobre 1988     | Batagaï                                    | An-12BP                | 401712 (CCCP-11418)             | Aeroflot                              | L'équipage décide d'utiliser un couloir réservé pour les vols de jour en pleine nuit et débranche son GPWS. | 6 morts                                                               |
| 11 octobre 1988    | Géorgie                                    | An-12                  | ?                               | Armée de l'air soviétique             | Percute une montagne. | 8 morts                                                               |
| 12 décembre 1988   | Erevan                                     | An-12BP                | 02348010 (YU-AID)               | Armée populaire yougoslave            | S'écrase sur un pont routier. | 7 morts                                                               |
| 8 juillet 1989     | Cam Ranh                                   | An-12BP                | ? (CCCP-11875)                  | Armée de l'air soviétique             | Tentative d'atterrissage d'urgence. | 20 morts                                                              |
| 12 octobre 1989    | Gandja                                     | An-12BP                | 4342006 (CCCP-11229)            | Armée de l'air soviétique             | Percuté pendant son ravitaillement par un Soukhoï Su-24 qui décollait depuis la taxi way. | 4 (An-12) + 2 (sol) + 1 (Su-24) morts                                 |
| 10 août 1990       | Shindand                                   | An-12                  | ?                               | Force aérienne afghane                | S'écrase peu après son décollage. | 83 morts                                                              |
| 26 novembre 1990   | Almaty                                     | An-12                  | ?                               | Armée de l'air soviétique             | Percute le sol pendant une rotation. | 8 morts                                                               |
| 17 août 1991       | Oucharal                                   | An-12                  | ?                               | Armée de l'air soviétique             | Le contrôle autorise l'avion à descendre à 600 m alors que l'altitude minimale requise dans cette zone est de 2 310 m. L'avion percute une montagne.                                                                                   | 19 morts                                                              |
| 23 septembre 1991  | Khatanga                                   | An-12BP                | 07345407 (CCCP-13320)           | Special Cargo Airlines                | Panne de carburant. | 1 mort et 15 survivants                                               |
| 16 novembre 1991   | Arkhangelsk                                | An-12                  | ?                               | Armée de l'air soviétique             | Descend trop tôt lors de son approche par mauvais temps. | 20 morts et survivants                                                |
| 22 juin 1992       | Norilsk                                    | An-12A                 | 3340906 (CCCP-11896)            | Krasnoyarskie Avialinii               | Approche manquée. | 10 morts et 2 survivants                                              |
| 5 juillet 1992     | Iyakachchi                                 | Shaanxi Yunshuji Y-8D  | 060804 (CR872)                  | Armée de l'air sri-lankaise           | Les rebelles Tamouls prétendent avoir abattu l'avion. | 19 morts                                                              |
| 14 juillet 1992    | Nakhitchevan                               | An-12                  | ?                               | Armée de l'air russe                  | Le décollage est abandonné à une vitesse de 230 km/h. | 29 morts et 5 survivants                                              |
| 14 juillet 1992    | Bir Fabr                                   | An-12                  | ?                               | Forces armées yéménites               | Mauvaise visibilité | 58 morts                                                              |
| 24 juillet 1992    | Lisec                                      | An-12BK                | 00347607 (CCCP-11342)           | Volga-Dnepr Airlines                  | L'équipage contourne un orage et se perd. Il percute une montagne. | 8 morts                                                               |
| 23 août 1993       | Krasnoslobodsk                             | An-12                  | ?                               | Armée de l'air russe                  | Perte des moteurs. S'écrase dans un forêt. | 6 morts                                                               |
| 24 février 1994    | Naltchik                                   | An-12BP                | 01348002 (RA-11118)             | Pulkovo Aviation                      | Perte de contrôle. | 13 morts                                                              |
| 5 août 1994        | Bada                                       | An-12                  | 00347001                        | Armée de l'air russe                  | Approche manquée à cause du mauvais temps. | 47 morts                                                              |
| 29 octobre 1994    | Oust-Ilimsk                                | An-12A                 | 1400302 (RA-11790)              | Aeronika                              | Mauvais temps. | 23 morts                                                              |
| 18 novembre 1995   | Jaffna                                     | Shaanxi Yunshuji Y-8D  | 060801 (CR871)                  | Armée de l'air sri-lankaise           | Abattu par des rebelles Talmouls au canon 20mm Orikon. | 5 morts et 1 survivant                                                |
| 27 février 1996    | Lucapa                                     | An-12BP                | ?                               | Aero Tropical                         | Mauvaise visibilité. | 8 morts                                                               |
| 6 octobre 1996     | Lucapa                                     | An-12B                 | 01347703 (RA-11101)             | Savanair                              | Sort de la piste et percute une maison. | 6 +1 morts et 13 survivants                                           |
| 17 décembre 1996   | Andreapol                                  | An-12RR                | 3341404 (12 Red)                | Armée de l'air russe                  | Surcharge et givre. | 17 morts                                                              |
| 12 mars 1997       | Lucapa                                     | An-12BP                | 6344506 (RA-11531)              | Alada Empresa de Transportes Aereos   | Brouillard. | 16 morts                                                              |
| 4 février 1998     | Base aérienne de Lajes                     | An-12BP                | 3341605 (LZ-SFG)                | Air Luxor                             | Panne de moteur pendant l'atterrissage ce qui provoqua un virage de l'appareil puis le décrochage. | 7 morts                                                               |
| 11 août 1998       | Saurimo                                    | An-12                  | 8345601 (D2-FAZ)                | Alada Empresa de Transportes Aereos   | Crevaison pendant l'atterrissage. | 1 mort et 12 survivants                                               |
| 26 août 1998       | Angola                                     | An-12BP                | 4342010 (EW-11368)              | Techaviaservice                       | Panne de moteurs. | 13 morts                                                              |
| 24 octobre 1998    | Lubutu                                     | An-12A                 | 1340107 (TL-ACJ)                | Centrafrican Airlines                 | ? | 3 morts                                                               |
| 11 novembre 1998   | Krasnoïarsk                                | An-12B                 | 8345506 (RA-12955)              | Viluy                                 | Ne parvient pas à décoller à cause du givre sur la carlingue. | 13 morts                                                              |
| 14 décembre 1998   | Kuito                                      | An-12BP                | 4342510 (UR-11319)              | Khors Air                             | Abattu par l'Union nationale pour l'indépendance totale de l'Angola. | 10 morts                                                              |
| 17 décembre 1998   | Saurimo                                    | An-12BP                | 6344503 (S9-CAT)                | Zanex                                 | Doit avorter sa tentative de décollage à cause d'un véhicule sur la piste. | 1 mort et 9 survivants                                                |
| 27 décembre 1998   | Cafunfo                                    | An-12                  | 401908 (TN-AFJ)                 | Ancargo Air                           | Abattu par l'Union nationale pour l'indépendance totale de l'Angola. | 4 morts                                                               |
| 2 février 1999     | Luanda                                     | An-12                  | 3340909 (EY-ASS)                | Savanair                              | Problèmes moteurs. | 11 + 13 morts                                                         |
| 1er juillet 1999   | Lusambo                                    | An-12B                 | 8345502 (TN-AFR)                | Savanair                              | Abattu par l'Union nationale pour l'indépendance totale de l'Angola qui prendra en otage les survivants. | 1 mort et 4 survivants                                                |
| 10 novembre 1999   | Mbandaka                                   | An-12                  | ?                               | Force aérienne du Congo               | Explose lors de son chargement. | 6 morts                                                               |
| 24 mars 2000       | Negombo                                    | An-12BK                | 8346004 (RA-11302)              | Sky Cabs                              | Au moment de sa troisième tentative d'atterrissage les 4 moteurs s'arrêtent et l'appareil s'écrase en ville. | 6 + 3 morts et 2 survivants                                           |
| 4 janvier 2001     | Zhengzhou                                  | 2 Shaanxi Yunshuji Y-8 | ? (31242 et 31243)              | Force aérienne chinoise               | Les 2 appareils s'écrasent successivement l'un dans une habitation et l'autre dans un champ lors de leur approche. Les rapports sont contradictoires et parlent soit de givre, soit d'une collision.                                   | 16 morts (8 dans chaque avion) + 6 au sol                             |
| 22 mai 2001        | Myakotino                                  | An-12MGA               | 00347002 (RA-12135)             | Armée de l'air russe                  | Part en vrille. | 7 morts                                                               |
| 27 janvier 2002    | Luena                                      | An-12                  | ? (T-304)                       | Force aérienne nationale angolaise    | Tentative d'atterrissage par des trombes d'eau. | 5 morts et 35 survivants                                              |
| 7 février 2002     | Islane                                     | An-12BP                | 9346405 (UR-LIP)                | Volare Airlines                       | S'écrase dans l'Atlas. | 8 morts                                                               |
| 15 février 2002    | Harbel                                     | An-12BP                | 4342610 (ER-ADL)                | Tiramavia                             | Atterrissage d'urgence. | 1 mort et 9 survivants                                                |
| 15 août 2002       | Kadjuduwa Watta                            | Shaanxi Yunshuji Y-8B  | 070802 (CR873)                  | Armée de l'air sri-lankaise           | Problèmes moteurs. | 5 morts                                                               |
| 16 mai 2003        | Menongue                                   | An-12BP                | ? (T-307)                       | Force aérienne nationale angolaise    | Problèmes techniques. | 4 morts                                                               |
| 17 novembre 2003   | Malakal                                    | An-12BP                | 5342905 (ST-SAA)                | Sarit Airlines                        | S'écrase lors de son approche. | 13 morts                                                              |
| 11 mai 2004        | Dalami                                     | An-12BP                | 1400101 (ST-SIG)                | El Magal Aviation                     | Panne de carburant, fatigue du pilote et inexpérience des membres d'équipage. | 7 morts                                                               |
| 5 octobre 2004     | vers Melut                                 | An-12                  | 00347606 (ST-SAF)               | Sarit Airlines                        | Problèmes moteurs. | 4 morts                                                               |
| 8 janvier 2005     | Bukalaza                                   | An-12                  | 4341803 (9Q-CIH)                | Services Air                          | Problèmes moteurs, manque d'entretien de l'avion et équipage non certifié ainsi que surcharge. | 6 morts                                                               |
| 25 mai 2005        | Kifuka                                     | An-12BP                | 4342404 (9Q-CVG)                | Victoria Air                          | ? | 27 morts                                                              |
| 4 octobre 2005     | Aru                                        | An-12                  | 2400901 (9Q-CWC)                | Wimbi Dira Airways                    | Une mauvaise piste détache le train d'atterrissage gauche qui vient s'encastrer dans la carlingue. | 2 morts et 98 survivants                                              |
| 3 juin 2006        | Baidianzhen                                | Shaanxi KJ-200 (Y-8)   | ?                               | Force aérienne chinoise               | Décrochage à cause du givre. | 40 morts                                                              |
| 7 juillet 2006     | Sake                                       | An-12B                 | 3341506 (9Q-CVT)                | Mango Airlines                        | Problèmes moteurs. | 6 morts                                                               |
| 29 juillet 2007    | Moscou                                     | An-12BP                | 4341709 (RA-93912)              | Aviatrans Cargo Airlines              | Des oiseaux percutent les moteurs. | 7 morts                                                               |
| 7 septembre 2007   | Goma                                       | An-12BP                | 3341108 (4L-SAS)                | Galaxy Incorporation                  | Sort de la piste. | 8 morts                                                               |
| 29 septembre 2007  | Parc national de la Lomami                 | An-12BK                | 00347003 (9Q-CZB)               | Business and Cargo Company            | Raisons inconnues | 7 morts                                                               |
| 8 novembre 2007    | Khartoum                                   | An-12TB                | 3341110 (ST-JUA)                | Juba Air Cargo                        | Un oiseau percute un moteur. Tentative d'atterrissage d'urgence, sort de la piste et percute plusieurs obstacles. | 2 morts au sol                                                        |
| 26 mai 2008        | Roshchino                                  | An-12BP                | 88345508 (RA-12957)             | Moskovia Airlines                     | Destruction des câbles de commandes des ailerons rendant l'appareil incontrôlable. | 9 morts                                                               |
| 27 juin 2008       | Malakal                                    | An-12BK                | 8346010 (ST-ARN)                | Juba Air Cargo                        | Panne moteur à cause du givre. L'avion volait dans un orage. | 7 morts et 1 survivant                                                |
| 13 novembre 2008   | Irak                                       | An-12B                 | 00346908 (S9-SAO)               | British Gulf International Airlines   | Panne moteur. Mauvaise gestion du pilote. | 7 morts                                                               |
| 20 février 2009    | Louxor                                     | An-12B                 | 6344310 (S9-SVN)                | Aerolift Company                      | ? | 5 morts                                                               |
| 26 août 2009       | Brazzaville                                | An-12BK                | 6344607 (TN-AIA)                | Aero Fret Business                    | S'écrase dans un cimetière lors de son approche. | 6 morts                                                               |
| 21 avril 2010      | Barangay Laput                             | An-12BP                | 402001 (UP-AN216)               | Interisland Airlines                  | ? | 3 morts et 3 survivants                                               |
| 21 mars 2011       | Pointe-Noire                               | An-12BP                | 402006 (TN-AGK)                 | Trans Air Congo                       | Le pilote veut aligner l'avion avec la piste mais s'écrase dans une zone résidentielle. | 9 + 14 morts                                                          |
| 9 août 2011        | vers Omsukchan                             | An-12AP                | 3341006 (RA-11125)              | Avis-Amur                             | Perte du contrôle de l'aile gauche. | 11 morts                                                              |
| 7 octobre 2012     | vers Khartoum                              | An-12BP                | 7345310 (ST-ARV)                | Force aérienne soudanaise             | Panne moteur. | 15 morts et 7 survivants                                              |
| 9 août 2013        | Mogadiscio                                 | An-12B                 | 4342009 (1513)                  | Force aérienne éthiopienne            | S'écrase sur l'aéroport. | 4 morts et 2 survivants                                               |
| 26 décembre 2013   | Irkoutsk                                   | An-12                  | 3341509 (12162)                 | Irkut                                 | ? | 9 morts                                                               |
| 30 août 2014       | vers Tamanrasset                           | An-12BK                | 8345802 (UR-DWF)                | Ukraine Air Alliance                  | ? | 7 morts                                                               |
| 4 novembre 2015    | Djouba                                     | An-12BK                | 01347704 (EY-406)               | Allied Services Limited               | ? | 41 morts et 2 survivants                                              |
| 18 mai 2016        | Dwyer                                      | An-12B                 | 3341209 (4K-AZ25)               | Silk Way Airlines                     | Problèmes moteurs. | 7 morts et survivants                                                 |
| 4 octobre 2019     | Lviv (Ukraine)                             | An-12BK                | 8345604 (UR-CAH)                | Ukraine Air Alliance                  | problèmes liés aux télécoms puis atterrissage forcé à 1,5km de l'aéroport. | 3 morts, 3 blessés graves.                                            |
| 2 janvier 2020     | Al-Genaïna                                 | An-12                  |                                 | Force aérienne soudanaise             | S'écrase 5 minutes après décollage. | 18 morts (7 membres d'équipage, 3 juges, 4 civils adultes, 4 enfants) |
| 16 juillet 2022    | Grèce                                      | An-12BK                | 01347701 (UR-CIC)               | Meridian Ltd                          | L'avion venait de demander l'autorisation pour un atterrissage d'urgence sur l'aéroport international de Kavala, mais n'a pas réussi la manœuvre à temps.                                                                              | 8 morts                                                               |

## Appareils comparables
- Lockheed C-130B & C-130E.
- Transall C.160.